# Kompozicija X
Kompozicija X je abstraktna slika olje na platnu, ki jo je leta 1939 ustvaril ruski emigrantski umetnik Vasilij Kandinski, takrat živeč blizu Pariza. Je del zbirke Kunstsammlung Nordrhein-Westfalen v Düsseldorfu v Nemčiji.

## Kompozicija
Kandinski je primerjal abstraktno slikarstvo s procesom glasbenega komponiranja in svoja glavna konceptualna dela imenoval kompozicije, v nasprotju z njegovimi manjšimi improvizacijami. Kompozicija X je zadnja od desetih kompozicij, ki jih je naslikal v času svojega življenja (takrat je imel 73 let). Nenavadno za Kandinskega, ki je barvi in geometrijskim oblikam pripisoval duhovni pomen, je prevladujoča barva slike črna, kar je zanj spominjalo na zaključek in konec stvari. Na črnem ozadju lebdijo različne geometrijske oblike, katerih pomen je prepuščen gledalčevi presoji. Kandinski ustvari popolno in absolutno harmonično formalno in kromatsko ravnovesje, tako da ga lahko razumemo kot vrhunec njegovega raziskovanja čistosti oblike.
Številne strukture, za katere se zdi, da breztežno lebdijo v globokem, tihem vesolju, so izgubile vso geometrijsko pravilnost in se nagibajo k preobrazbi v organske oblike svetlih barv, ki so v kontrastu s črnim ozadjem; oblike so usmerjene navzgor in navzven. Na vrhu slike, v sredini, je poudarjen en element v obliki polmeseca, med odprto knjigo in rjavim balonom, ki izraža idejo, da so barvni elementi v kozmičnem alternativnem in vizionarskem scenariju.
Trend navzgor prevladuje v kompoziciji platna, barve, poudarjene s temnim ozadjem, ki ne spominja le na vesolje, temveč tudi na temo ob koncu življenja, lahko zasijejo in postanejo še svetlejše. Poleg elementov, ki spominjajo na mikroskopske organizme, slika vsebuje tudi nekatere oblike, ki izhajajo iz okrasne dediščine ruskih ljudskih obrti, kot je nepravilna rjava oblika v zgornjem levem kotu, okrašena z nizom simbolov, kar je bilo interpretirano kot referenca na šamanski boben. Ta tehnika se je pojavila že v kompoziciji V in poudarja globoko kontinuiteto, ki povezuje umetnikova dela.